# Santos FC (Południowa Afryka)
Engen Santos Football Club – klub piłkarski z Republiki Południowej Afryki, grający obecnie w Premier Soccer League, mający siedzibę w Kapsztadzie, drugim pod względem wielkości mieście kraju. Domowe mecze rozgrywa na stadionie Newlands Stadium, mogącym pomieścić 51,9 tysiąca widzów. Klub został założony w 1982 roku. Swój największy sukces w historii osiągnął w 2002 roku, gdy wywalczył mistrzostwo RPA.

## Sukcesy
- Premier Soccer League mistrzostwo: 2001/02
- ABSA Cup zwycięstwo: 2003
- FPL League mistrzostwo: 1983, 84, 86, 87, 88, 90
- FPL Cup zwycięstwo: 1985, 88, 90
- Challenge Cup zwycięstwo: 1988
- Bob Save Super Bowl zwycięstwo: 2001
- BP Top 8 zwycięstwo: 2002

## Występy w Premier Soccer League
- 2008/2009 – 10. miejsce
- 2007/2008 – 3. miejsce
- 2006/2007 – 10. miejsce
- 2005/2006 – 8. miejsce
- 2004/2005 – 12. miejsce
- 2003/2004 – 6. miejsce
- 2002/2003 – 9. miejsce
- 2001/2002 – 1. miejsce
- 2000/2001 – 5. miejsce
- 1999/2000 – 11. miejsce
- 1998/1999 – 16. miejsce
- 1997/1998 – 16. miejsce